# جونو (لریک)
جونو (به لاتین: Coni یا Conu) یک منطقه مسکونی در جمهوری آذربایجان است که در شهرستان لریک واقع شده است. جونو ۴۲۱ نفر جمعیت دارد.

## ریشه واژه
جو در زبان تالشی به‌معنی جا، جایگاه یا مکان و نی به‌معنی نیست و ندارد است و جونو یا جونی یعنی بی‌جا و بدون زمین. دلیل نام.گذاری روستا به این نام نبود زمین کافی برای کشاورزی است.